# أغياسوس
أيياسوس (Αγιάσος) هي مدينة في ليسفوس في اليونان.
يبلغ عدد سكانها حوالي 2149 نسمة.